# BandNews TV
BandNews TV (também conhecido como BandNews) é um canal de televisão brasileiro de notícias 24 horas sediado em São Paulo, capital paulista, e que foi inaugurado no dia 19 de março de 2001 pelo Grupo Bandeirantes de Comunicação, sendo o segundo canal de notícias mais antigo do Brasil. É o quinto canal de notícias mais visto no Brasil, segundo a pesquisa Kantar Ibope, (as quatro emissoras à frente do BandNews também são brasileiras: a GloboNews, Jovem Pan News, CNN Brasil, Record News).
O conceito do canal é oferecer informações completas ao telespectador que não tem tempo para esperar. A qualquer instante ele pode sintonizar os jornais ininterruptos para se atualizar. A programação é formada por blocos de 30 minutos, que são atualizados continuamente, tendo 27 minutos de jornal completo e 3 minutos de outros serviços e colunas. Mesmo nos intervalos a informação não para. São exibidos pequenos blocos sobre personalidades do esporte, da moda, do cinema, e curiosidades. Durante os jornais, a tela do BandNews TV também exibe os indicadores econômicos, a cotação do dólar, cotação de produtos agrícolas fornecido pela Terraviva e o índice da Bovespa, das Bolsas Asiáticas e Americanas entre outras.
Todo o material exibido é produzido pela Central de Jornalismo do Grupo Bandeirantes de Comunicação, que produz e fornece material jornalístico para toda a Rede Bandeirantes de Rádio e TV. Conta ainda com material noticioso de agências de notícias nacionais e internacionais e boletins econômicos produzidos diretamente da Bolsa e Mercadorias & Futuros (BM&F). O canal conta ainda com blocos regionais em todas as afiliadas.

## História
O projeto de criação de um segundo canal de notícias na TV paga brasileira estava nos planos do Grupo Bandeirantes de Comunicação desde os anos 2000. O projeto estava com previsão de ser lançado no fim do mesmo ano e iria contar com sua distribuição pela DirecTV. Seu formato inicial era o de headline, com notícias curtas (telejornais de 15 minutos que se repetem e se atualizam durante todo o dia), além de gradativamente inserir programas de entrevistas e debates tal qual a concorrente GloboNews. Estava previsto também apoio de imagens internacionais da CNN e da agência Reuters e conteúdo econômico do jornal Gazeta Mercantil. O projeto acabou ficando para o ano seguinte, quando também estavam previstos um canal infantil e um canal via satélite para o público de fora do Brasil — o Band Internacional, com conteúdo da Band e do futuro canal de notícias.

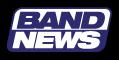
Frame do primeiro logotipo do BandNews TV, usado até meados de 2010

O canal BandNews entrou no ar no dia 19 de março de 2001, tornando-se o primeiro canal de notícias do Brasil a exibir somente jornais durante as 24 horas do dia. O BandNews teve investimentos em cerca de 6 milhões de dólares e era inicialmente carregado pelas operadoras DirecTV, TVA e operadoras da NeoTV — que reúne empresas que não contam com canais Globosat, estando disponível inicialmente para cerca de 1 milhão de assinantes. O primeiro telejornal foi transmitido às 11h e apresentado por Nelson Gomes. Para se viabilizar o conceito all news, o canal dividiu a hora em 4 telejornais, um a cada quinze minutos e passou a exibi-los atualizando-os permanentemente. Dessa forma, excluindo-se os intervalos comerciais, também quatro por hora, o canal passou a exibir 46 minutos de notícias a cada 60. No mês seguinte à sua estreia, o presidente do Grupo Bandeirantes, João Carlos Saad, enviou carta à CNN onde ele questionou uma suposta recusa do canal norte-americano a negociar a venda de material jornalístico para o BandNews. Ele acusou um possível favorecimento ao canal concorrente, GloboNews, e que o suposto boicote da CNN "se insere em um contexto de 'concentração' de veículos e fontes de informação pelas Organizações Globo". Para a Folha de S.Paulo, a CNN e a Globo não quiseram comentar diretamente sobre as acusações de Saad. A Turner (então representante da CNN na América Latina) enviou comunicado afirmando que tem "um relacionamento contínuo e positivo com a Bandeirantes há mais de dez anos, fornecendo imagens da CNN para seus canais abertos. A Turner tem explorado a expansão de oportunidades de negócios junto à Bandeirantes (...), o que continuará a fazer no futuro", enquanto que a assessoria da Globo afirmou que respeita a opinião de Saad e que não iria comentá-la. "O contrato entre a Globo News e a CNN é o mesmo para todas as agências de notícias de quem compramos material e não tem cláusula de exclusividade". Em 2002, Band e Turner renovaram acordo para fornecimento de material jornalístico da CNN por mais cinco anos, incluindo também os canais a cabo do grupo.
Em 2002, cobriu a primeira eleição no Brasil, sobre deputados, senadores, governadores e presidente, repetindo em 2006, 2010, 2014, 2018 e 2022. Em 2004, foi a vez das eleições municipais brasileiras e presidencial norte-americana, repetindo em 2008, 2012, 2016, 2020 e 2024. Com a repercussão internacional da saída do Reino Unido da União Europeia (o referendo do "Brexit") e da eleição nos Estados Unidos de Donald Trump em 2016, no ano seguinte, 2017, houve também uma considerável cobertura da eleição presidencial da França, vencida pelo centrista Emmanuel Macron. 
Em novembro de 2008, mudou abertura e vinhetas da programação, substituído desde a inauguração. Em 8 de dezembro, repete as mudanças de 2008, só que para adequar o canal ao padrão HDTV, que utiliza o formato de tela de cinema (16:9) e sistema de som surround 5.1.[carece de fontes?]

Segundo logotipo do BandNews TV, em uma versão mais transparente do primeiro, usado de 2010 até 2019

Desde 10 de março de 2011, transmite sua programação dos novos estúdios instalados na sede do Morumbi, em São Paulo. Totalmente informatizada e em HD em tempo integral, a emissora passa a gerar o seu noticiário com quatro câmeras, sendo duas para uso dos apresentadores, uma volante e outra mostrando ângulos diferentes da redação.
Em 14 de setembro de 2012 o canal deixou de ser transmitido pela DirecTV dos Estados Unidos passando dias após a ser distribuído pela Dish Network.
Em 5 de maio de 2014, deixou de ser transmitida em HD pela SKY Brasil. Em seu lugar entrou a versão HD do BandSports. Neste ano, também passou a contar com mesmo grafismo de geração de caracteres do jornalismo da Rede Bandeirantes. No ano seguinte, estreou um noticiário exibido na Band em parceria com o canal, apresentado por Rafael Colombo. Como parte da parceria do Grupo Bandeirantes com o jornal norte-americano The New York Times, estreia  em 2016 o Conexão com The New York Times, apresentado por Ana Paula Padrão.

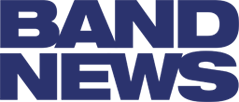
Terceiro logotipo do BandNews TV, em tons mais mininalistas com a palavra Band News livre, usado de 2019 até 2021

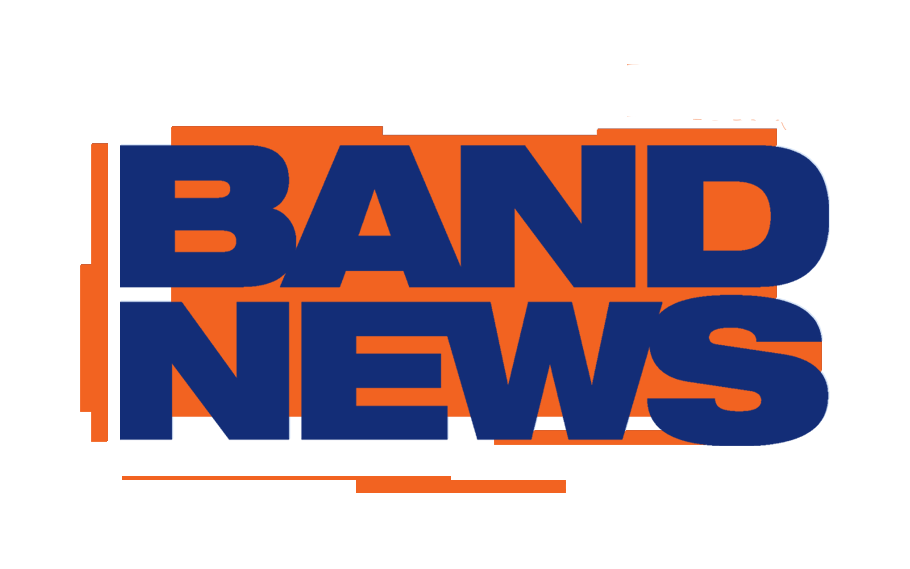
Quarto logotipo do BandNews TV. A palavra Band News volta a ficar inserida numa figura geométrica em tons laranja, usado de 2021 até 2024

Um dia depois de completar dezoito anos, o canal ganha uma nova identidade visual em 20 de março de 2019, além de pacote gráfico e cenários novos. Em 19 de março do ano seguinte, em comemoração aos dezenove anos, lança o talk-show Totalmente Excelente com Paulo Bonfá. Em 4 de junho, o BandNews TV anunciou uma reformulação em sua grade de programação, com novos telejornais e novos âncoras, ficando ao vivo das 6h às 23h, cuja grade estreou em 15 de junho.
Em 2021 o canal completou 20 anos no ar e comemorando as duas décadas, altera a sua identidade visual pela quarta vez.
Em 2024 o canal lança o programa Entre Nós, apresentado por Adriana Araújo e para celebrar a estreia da nova atração, o BandNews TV lança a sua nova identidade visual, seguindo o mesmo modelo da rádio BandNews FM, mas passando a utilizar a palavra TV embaixo do Band News.